# ACTS.Spaceflash
ACTS.Spaceflash je računalni crv otkriven 18. srpnja 2006. godine. Napada računala koja rade pod operativnim sustavom Microsoft Windows (Windows 2000, Windows 95, Windows 98, Windows Me, Windows NT, Windows Server 2003, Windows XP). 

## Djelovanje
Crv se aktivira kada korisnik koji je logiran na MySpace posjeti stranicu About Me čiji je vlasnik korisnik zaraženog računala.  ACTS.Spaceflash preusmjerava korisnika na URL [http://]editprofile.myspace.com/index.cfm?fuseaction=blog.view[REMOVED] koji sadrži .swf datoteku koja se zove retrievecookie.swf.
Na MySpace.com blog entry crv donese URL [http://]editprofile.myspace.com/index.cfm?fuseaction=user.HomeComments[REMOVED]. Potom ekstraktira JavaScriptov isječak koda s URL-a blog entrya te ga aktivira. Crv zatim obriše korisnikovu stranicu About Me te dodaje sljedeću liniju: 
<EMBED src="http://i105.photobucket.com/albums/m225/[REMOVED]">BY [REMOVED]